# 權堂站
權堂站（日语：／ Gondo eki */?）是位於長野縣長野市大字鶴賀權堂町，長野電鐵的長野線車站。車站編號為N3。
包括特急列車在內，所有列車停靠此站。

## 歷史
- 1926年（大正15年）
  - 6月28日 - 長野電氣鐵道 須坂～權堂之間開通，當時為地面車站暨終點站[1]。
  - 9月30日 - 河東鐵道與長野電氣鐵道合併，成立長野電鐵。
- 1928日（昭和3年）6月24日 - 權堂～長野之間開通，自從成為中途車站。
- 1970年（昭和45年）9月1日 - 終止貨物業務。
- 1974年（昭和49年）4月1日 - 終止行李業務。
- 1977年（昭和52年）10月29日 - 隨著進行鐵路地下化（正確來說是連續立體交差）工程，站內平交道廢止。
- 1981年（昭和56年）3月1日 - 長野～善光寺下之間地下化，車站地下化[1]。

## 車站構造
車站是一座地底車站，設有2面2線相對式月台。此站是有人車站。站內設有自動售票機和「KURURU」增值機。 
車站位於長野大通地底。檢票口與售票處位於地下1樓，另外也有站務室、宿舍室、電機房和機房。月台位於地下2樓。檢票口旁設有廁所。經過檢票口後，左邊為前往1號月台的樓梯，右邊為前往2號月台的樓梯。車站設有4個地面出入口。地下1樓在2020年6月7日前還有伊藤洋華堂長野店地下賣場。站內只有一座扶手電梯，連接2號月台（地下2樓）至北出口閘口（地下1樓），並且只有上行單向。此站沒有升降機。
在售票處中可購買列車定期票、回數票、紀念車票。另外也可購買長電巴士定期券、長野市巴士IC卡「KURURU」。
在車站啟用當初為地面車站，當時的車站大樓位於伊藤洋華堂長野店位置(現時該商店正在拆毀)。車站大樓的特徵是折線型屋頂。曾經在戰後部分時間，於大樓2樓部分被美軍徵用，作為舞廳。

### 月台
| 月台 | 路線    | 上下行 | 方向                     |
| ---- | ------- | ------ | ------------------------ |
| 1    | ■長野線 | 下行   | 朝陽、須坂、信州中野方向 |
| 2    | ■長野線 | 上行   | 長野方向                 |

## 車站周邊
- 車站東邊沿長野大通（日语：長野大通り）南下設有長野信用金庫（日语：長野信用金庫）權堂分店、長野電鐵總部[1]、長野GRAND CINEMAS（日语：長野グランドシネマズ）。在後街設有商工中金（日语：商工組合中央金庫）長野分店。穿過東側的拱廊後可到酒吧區和長野鶴賀郵局。曾經該處為遊廓（鶴賀新地（日语：鶴賀 (長野市)#東鶴賀町））。
- 在車站西邊設有伊藤洋華堂長野店（日语：イトーヨーカドー長野店）（於2020年6月7日結業）、秋葉神社。較遠處設有權堂拱廊（日语：権堂町 (長野市)#権堂通り（権堂アーケード））商店街。沿長野站方向前進可前往善光寺和中央通（日语：長野中央通り）。
- 車站北邊越過國道406號（日语：国道406号）（柳町通）後便到達住宅區和日本政策金融公庫（日语：日本政策金融公庫）長野分店。
- 縣廳位於此站靠近須坂一方。
- 此站最接近長野商業高校（日语：長野県長野商業高等学校），但是比較少學生使用此站上學，多為使用單車上學或從長野站前往學校。
- 此站也鄰近長野中央醫院（日语：長野中央病院）、長野市立長野圖書館（日语：長野市立長野図書館）、長野縣廳（日语：長野県庁）。

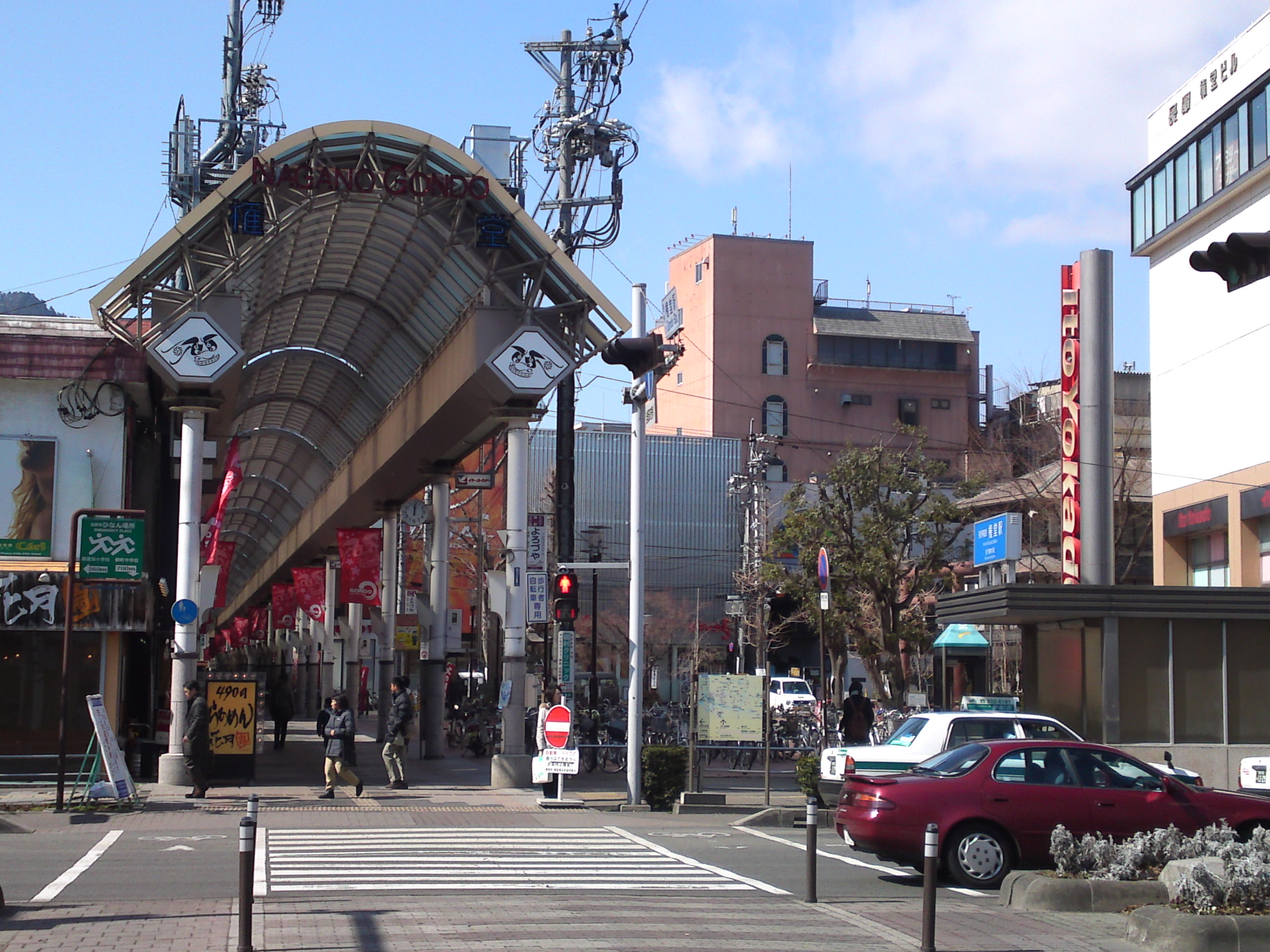
權堂拱廊
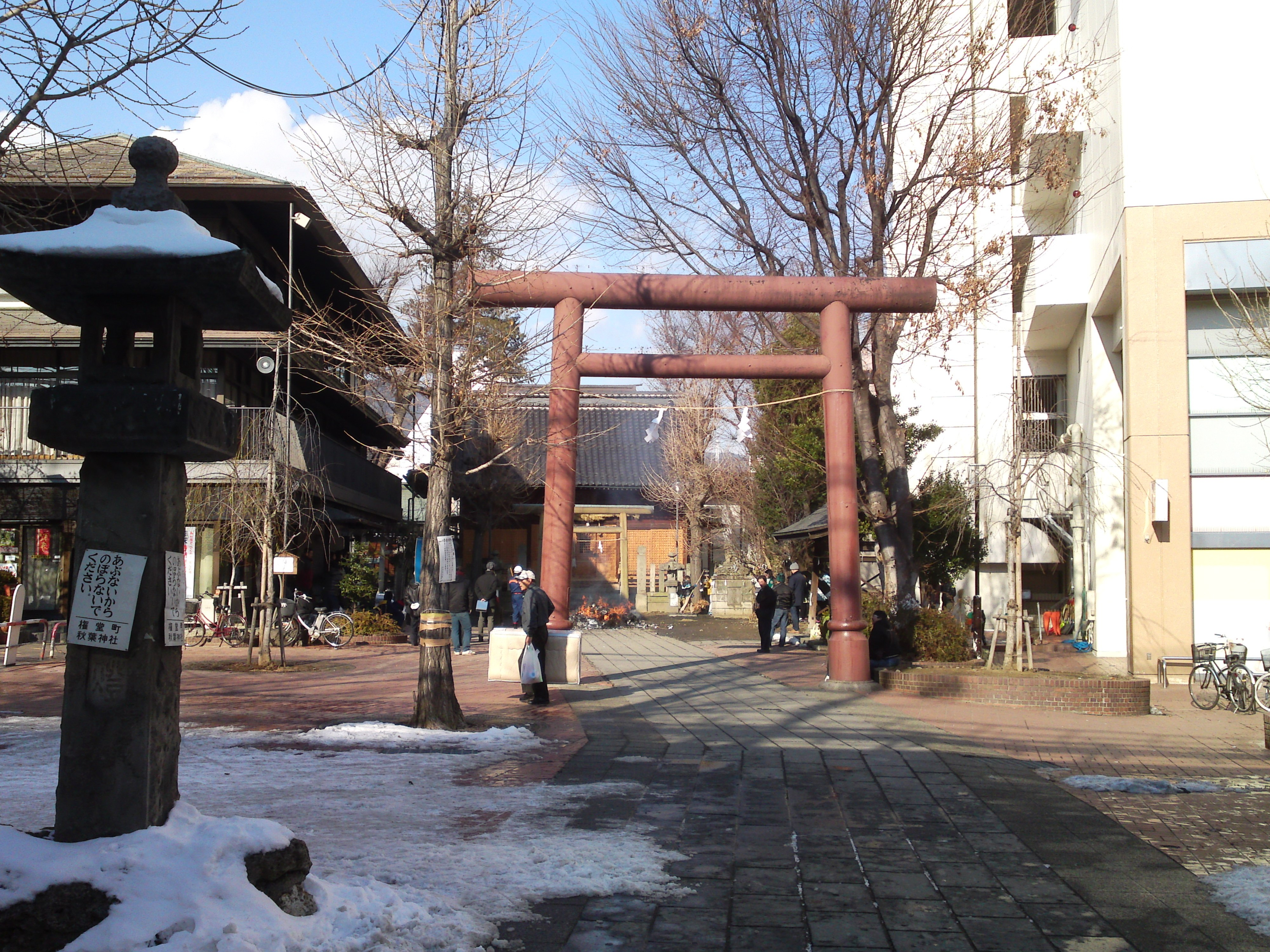
秋葉神社
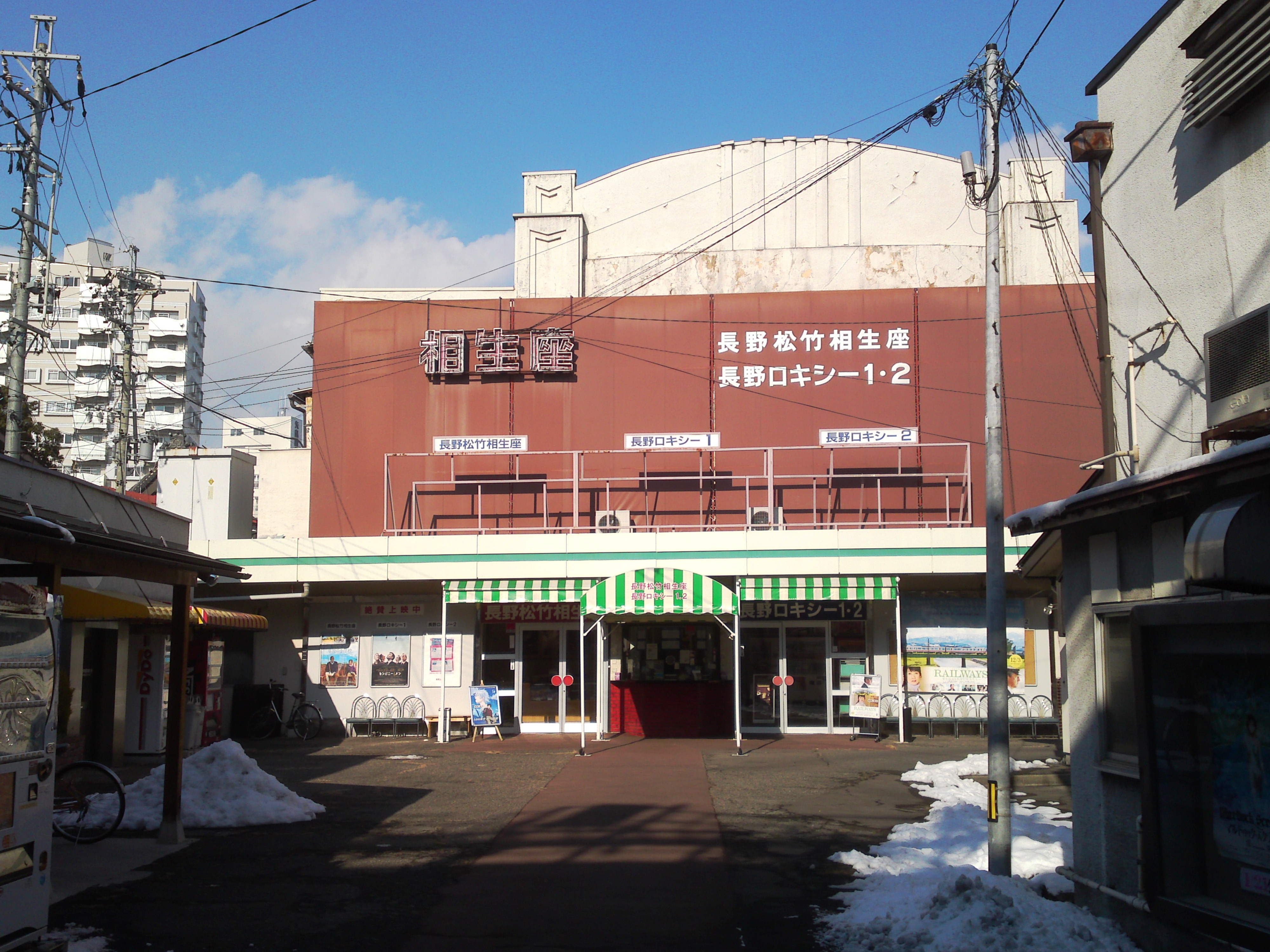
長野松竹相生座（日语：長野松竹相生座）
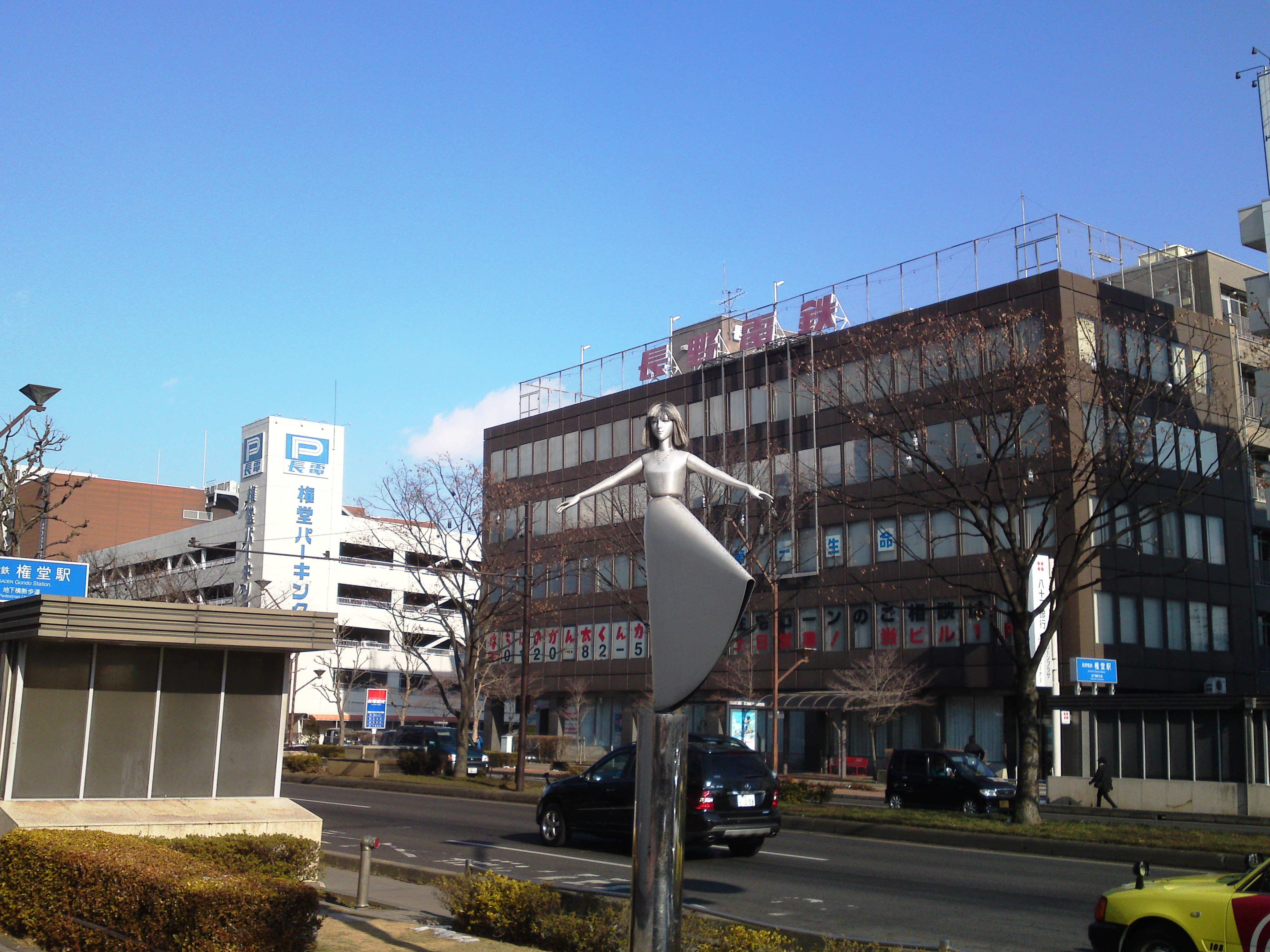
長野電鐵總部

## 巴士路線
在車站正上方的長野大通中，設有長電巴士和市街地循環巡回號權堂巴士站。

### 長電巴士
- 高速 長野 - 池袋線
  - 須坂站 - 柳原（日语：柳原 (長野市)） - 權堂 - 長野站前 - 川越的場（日语：川越的場バスストップ） - 池袋站東出口
- 高速 長野 - 新潟線（日语：長野 - 新潟線）
  - 權堂 - 長野站前 - 萬代City巴士中心（日语：万代シテイバスセンター） - 新潟站
- 高速 湯田中、長野 - 京都、大阪線
  - 湯田中站 - 權堂 - 長野站前 - 京都站八條口 - 湊町巴士總站（日语：大阪シティエアターミナル）、難波高速巴士總站 - USJ
- 51 平林、柳原線
  - 長野站 - 權堂 - 柳町團地（日语：三輪 (長野市)#柳町） - 平林（日语：平林 (長野市)） - 東郵局（日语：長野東郵便局） - 市民醫院（日语：長野市民病院） - 柳原（日语：柳原 (長野市)）
- 52 運動公園線
  - 長野站 - 權堂 - 柳町團地 - 中央警署（日语：長野中央警察署） - 北長野站 - 運動公園（日语：長野運動公園）東
- 55 吉村、牟禮線
  - 長野站 - 權堂 - 本鄉站 - 宇木（日语：三輪 (長野市)#旧町名） - 本町（日语：吉田 (長野市)#旧町名） - 上野中央團地 - 福井團地 - 牟禮站 - 飯綱營業所
- 61 淺川西條線
  - 長野站 - 權堂 - 長野高校（日语：長野県長野高等学校） - 宇木 - 若槻團地（日语：若槻団地） - 淺川西條（日语：浅川 (長野市)#浅川西条）
- 62 東長野醫院線
  - 長野站 - 權堂 - 長野高校 - 宇木 - 本町 - 清泉大學·短大（日语：清泉女学院大学） - 東長野醫院（日语：東長野病院）
- 63 三才線
  - 長野站 - 權堂 - 長野高校 - 宇木 - 吉田（日语：吉田 (長野市)） - 三才站 - 市民醫院 - 柳原
- 64 真美田、三才線
  - 長野站 - 權堂 - 長野高校 - 檀田（日语：檀田） - 三才站 - 市民醫院 - 柳原

### 市街地循環巡回號
- 長野站(C01) → 南千歲町(C03) → 市政廳入口(C04) → 權堂(C05) → 善光寺大門(C07) → 縣廳前(C12) → 長野站

### 長電的士
- Midnight Liner（日语：長電タクシー#深夜乗合タクシー） 前往須坂站

## 使用狀況
在2019年度，1日平均乘車人次為1,265人。以下為近年1日平均乘車人次變化。
| 年度   | 一日平均 乘車人次 |
| ------ | ----------------- |
| 2005年 | 1,562             |
| 2006年 | 1,437             |
| 2007年 | 1,463             |
| 2008年 | 1,437             |
| 2009年 | 1,407             |
| 2010年 | 1,337             |
| 2011年 | 1,262             |
| 2012年 | 1,235             |
| 2013年 | 1,202             |
| 2014年 | 1,234             |
| 2015年 | 1,324             |
| 2016年 | 1,305             |
| 2017年 | 1,311             |
| 2018年 | 1,291             |
| 2019年 | 1,265             |

## 相鄰車站
長野電鐵
■長野線
■A特急
長野（N1）－權堂（N3）－須坂（N13）
■B特急
市役所前（N2）－權堂（N3）－本鄉（N5）
■普通
市役所前（N2）－權堂（N3）－善光寺下（N4）

## 注腳
1. 1 2 3 4 5 6 7 8 9 10 11 12 13 14  信濃毎日新聞社出版部. . 信濃毎日新聞社. 2011-07-24: 266. ISBN 9784784071647 （日语）.
2. ↑  《長野市統計書》各年度版。

## 外部連結
- 權堂站｜各站資訊 （页面存档备份，存于）（日語） - 長野電鐵